# Johann Neher (Architekt)
Johann Neher, auch Johannes Neher (tätig um 1750), war ein deutscher Baumeister und Architekt des Barock.

## Wirken
Johann Neher war der Baumeister der barocken Turmhelms, der im Jahr 1749 auf der gotischen Pfarrkirche St. Georg in Bocholt, Hochstift Münster, errichtet wurde. Bis zu seiner Zerstörung durch einen britischen Bombenangriff am  22. März 1945 prägte dieses Bauwerk unter der plattdeutschen Bezeichnung Päperbüsse („Pfefferbüchse“) als Wahrzeichen die Silhouette der Stadt.

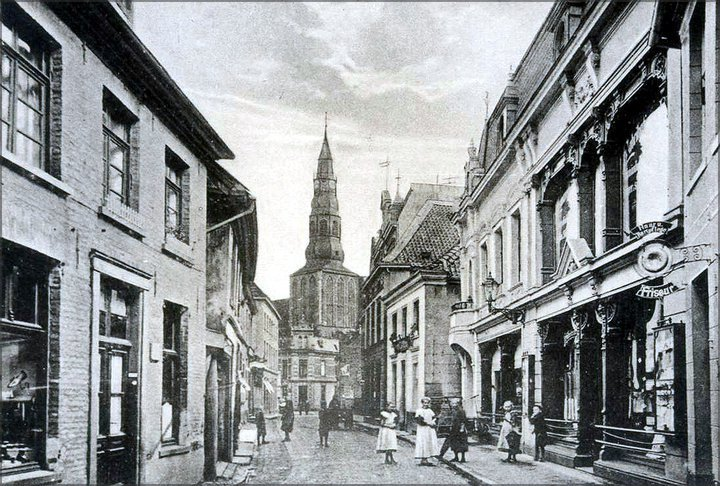
Blick auf die Bocholter Pfarrkirche St. Georg mit dem barocken Turmhelm von Johann Neher, Aufnahme vom Ende des 19. Jahrhunderts

Durch einen Blitzschlag am 12. Januar 1745 war die alte oktogonale Turmpyramide der Stadtkirche St. Georg, die nach einem Brand im Jahr 1593 bereits erneuert worden war, in Brand geraten und innerhalb weniger Stunden samt Geläut brennend in den Turmschaft gestürzt. Der obere Teil des Turms brannte dabei völlig aus. Auch ein Teil des Kirchendaches wurde seinerzeit beschädigt. Noch im selben Jahr wandten sich der Pfarrer und die Kirchenoberen an den Kurfürsten Clemens August von Bayern, der auch Fürstbischof von Münster und somit zuständiger Landesherr war. Ihr Gesuch, den erforderlichen Neubau der Turmspitze über Lotterien zu finanzieren, fand offenbar keine Zustimmung. Über mehrere Jahre kam die Angelegenheit nicht entscheidend voran. Trotz der Schuldenlasten, die auf der Stadt ruhten, entschloss sich schließlich der Magistrat, zwei Architekturmodelle für eine neue Turmspitze von Johann Neher anfertigen zu lassen und dessen kostengünstigeren zweiten Entwurf – einen in die Länge gestreckten, in Segmente gegliederten Zwiebelturm – zu realisieren.
Über Neher ist kaum etwas bekannt. Er stammte aus Sonthofen im Hochstift Augsburg. Vermutlich gehörte er zu jener Gruppe süddeutscher Baumeister, die unter der landläufigen Bezeichnung „Tiroler Bauleute“ seit Jahrhunderten im Kirchen- und Turmbau des Münsterlandes Beschäftigung fanden.
Nach einem am 13. Juli 1748 geschlossenen Vertrag übernahm Neher mit sechs Gesellen die Bauaufgabe, den 105 Fuß hohen barocken Turmhelm als Dach- und Glockenstuhl zu bauen und den Kirchturm einschließlich eines Söllers und einer Treppenanlage neu auszubauen. Auf Kosten der Kirche sollte das nötige Bauholz an den Bauplatz geliefert und je nach Bauphase vier bis sechs Arbeiter gestellt werden. Ausgeklammert waren die Schieferdeckung des Turmhelms sowie die neuen Glocken, deren Guss in einem weiteren Vertrag mit Jean Petit geregelt wurde.
Die Arbeiten begannen am 3. Februar 1749 und waren im Herbst desselben Jahres beendet. Während des Baus kamen zwei Personen ums Leben.